# 溪黄草
溪黄草（学名：Isodon serra）为唇形科香茶菜属下的一个种。也称大叶蛇总管、台湾延胡索、山羊面、溪沟草。具有清热解毒，利湿退黄，散瘀消肿的功效。主治湿热黄疸、胆囊炎、泄泻、痢疾、疮肿、跌打伤痛。

## 外部連結
- 溪黃草 Xi Huang Cao （页面存档备份，存于） 中藥標本數據庫 (香港浸會大學中醫藥學院) （繁體中文）（英文）